# Anne Willem Carel van Nagell
Anne Willem Carel baron van Nagell, heer van Rijnenburg (koop 1774-1780) en de beide Ampsen (1785-1851) (Den Haag, 4 januari 1756 – aldaar, 6 februari 1851) was een Gelderse edelman, die tot de vertrouwelingen van stadhouder Willem V behoorde. Voor 1795 was hij onder andere ambassadeur in Londen en later ook minister van staat.

## Familie

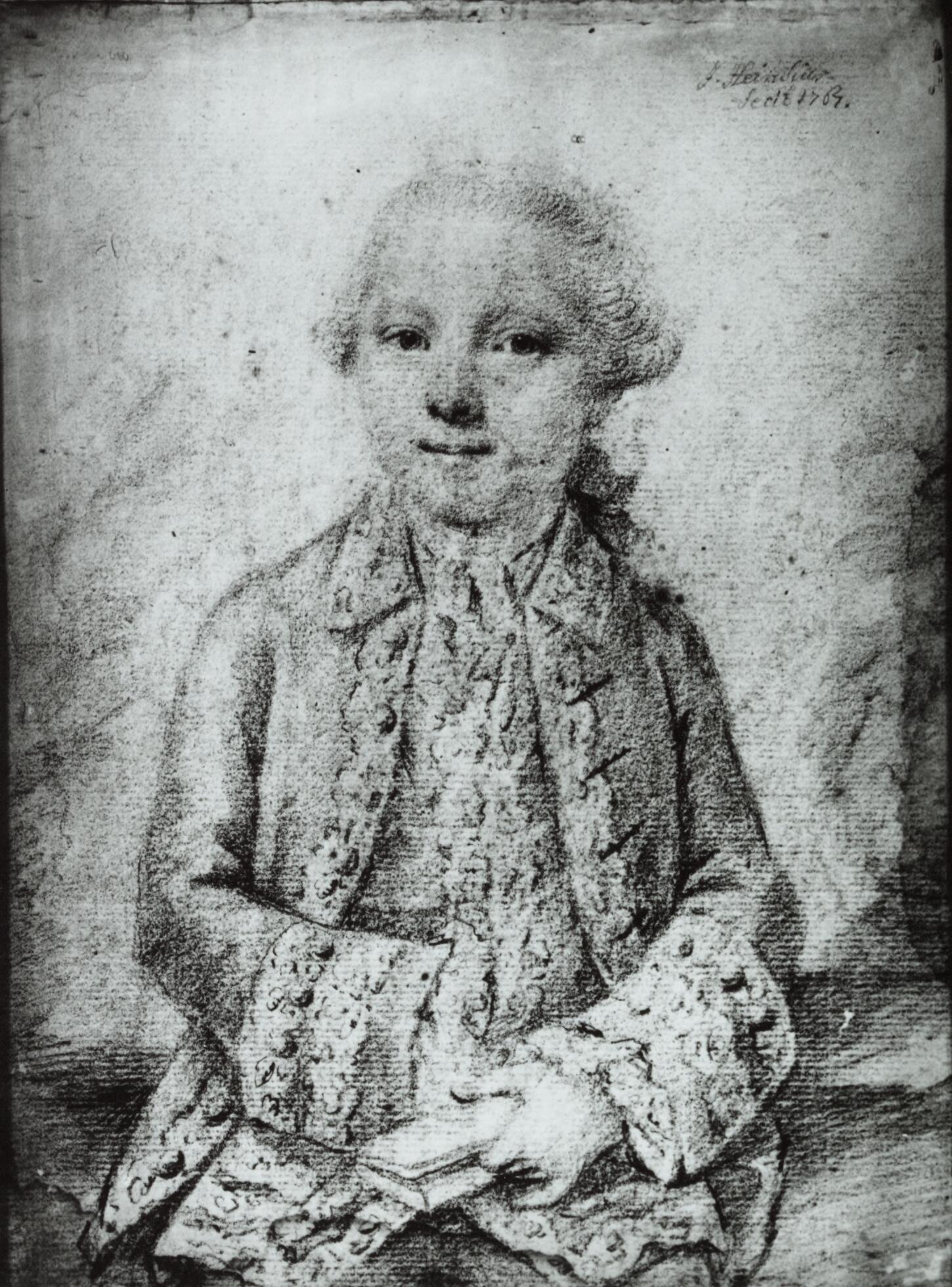
Anne Willem Carel baron van Nagell op 9-jarige leeftijd

Van Nagell was lid van de familie Van Nagell en een zoon van Johan Herman Sigismund baron van Nagell (1730-1784), luitenant-stadhouder in het Kwartier van Zutphen en Mauritia Constantia le Leu de Wilhem (1736-1813).
Van Nagell trouwde te Lisse op 20 september 1778 met Anna Catharina Elisabeth du Tour (1761-1853), dochter van Jacob Adriaan du Tour, heer van Warmenhuizen (1734-1780) en Anna Catharina Rumph (1725-1796).
Uit dit huwelijk werden de volgende kinderen geboren:
- Jan Harmen Sigismund baron van Nagell (1780-1832), trouwde met Anna Elisabeth de Vos van Steenwijk (1779-1850), dochter van Jan Arend de Vos van Steenwijk en Coenradina Wilhelmina van Isselmuden tot Paaslo
- Christien Jacques Adrien baron van Nagell van Ampsen (1784-1883), lid Tweede Kamer en kamerheer van koning Willem I; trouwde met Justina Maria Wilhelmina baronesse Rengers (1795-1863), grootmeesteres van koningin Anna Paulowna van Rusland
- Carel Anne Daniel baron van Nagell (1790-1868), trouwde met Otteline Frederica Louise Bentinck (1793-1868), dochter van Willem Gustaaf Frederik Bentinck en Otteline Frederique Louise baronesse van Reede.

## Loopbaan

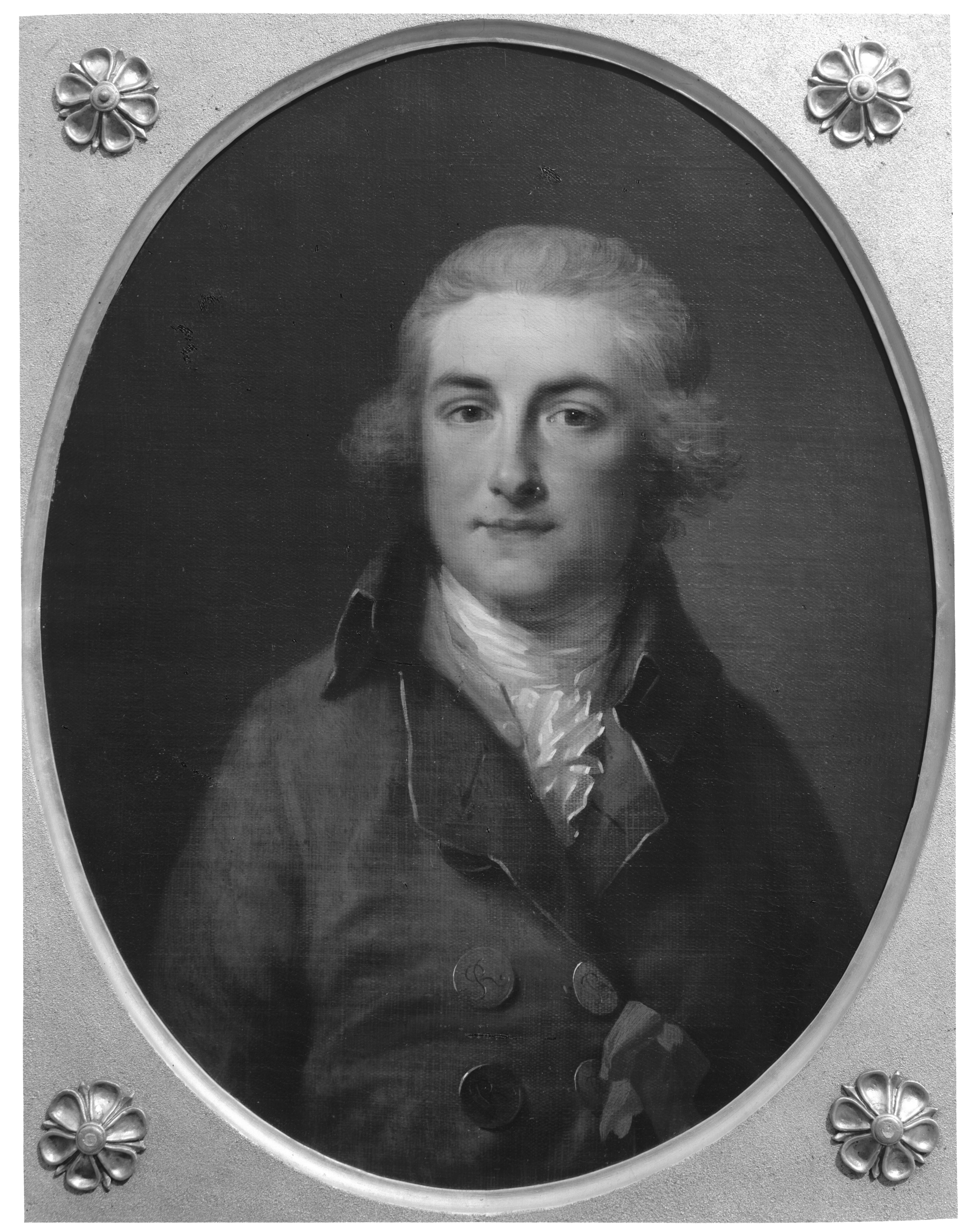
Anne Willem Carel baron van Nagell, heer van Rijnenburg en de beide Ampsen op 30-jarige leeftijd

Van Nagell begon zijn carrière als raad in de Vroedschap van Zutphen, dit deed hij van 16 januari 1774 tot 22 februari 1785. Later werd hij ook schepen en burgemeester van Zutphen. In 1779 werd hij benoemd tot commies-generaal van de Convooien en Licenten, dit bleef hij tot 26 juni 1795. Inmiddels was hij in 1781 bewindhebber van de V.O.C. geworden, wat hij bleef tot 1795.
Later werd Van Nagell secretaris van de Engelse gezant James Harris, graaf van Malmesbury, vanaf 3 maart 1788 werd hij zelf ook buitengewoon gezant en gevolmachtigd minister te Londen, in welke functie hij bleef fungeren tot 23 februari 1795.
Tijdens de Franse periode was Van Nagell ambteloos (1795-1811), hoewel hij ook een inkomen had uit zijn landerijen. In 1811 begint hij weer als lid algemene raad van het departement van de Boven-IJssel, tot 1813. Hij leidde in 1814 de Vergadering van Notabelen waarin de Grondwet werd goedgekeurd. Ook was hij voorzitter van de inhuldigingsvergadering te Amsterdam van soeverein vorst Willem, op 30 maart 1814.
Op 6 april 1814 werd Van Nagell secretaris van staat voor Buitenlandse Zaken, als opvolger van Van Hogendorp. Dit bleef hij tot 16 september 1815, daarna werd hij minister van Buitenlandse Zaken. Na zijn aftreden op 16 mei 1824 werd hij belast met het toezicht op de koninklijke verzamelingen van kunst en zeldzaamheden en kreeg hij een pensioen van f 2500,-. Samen met Melchior Goubau d'Hovorst en Cornelis Felix van Maanen maakte hij in 1823 nog deel uit van de delegatie die onderhandelde over een concordaat met Paus Pius VII.
In 1814 was Van Nagell lid van de ridderschap van Gelderland geworden en op 6 juli 1824 werd hij lid van de provinciale staten van Gelderland, wat hij bleef tot 1849.
Van Nagell is tijdens zijn leven kamerheer geweest van stadhouder prins Willem V, koning Willem I en Willem II.

## Onderscheidingen
- Ridder Grootkruis in de Orde van de Nederlandse Leeuw
- Ridder Grootkruis in het Legioen van Eer 1819, door Lodewijk XVIII van Frankrijk
- Ridder Grootkruis in de Orde van Karel III van Spanje
- Ridder Grootkruis van de Orde van de guelp van Hannover, 1821